# Arisaema lidaense
Arisaema lidaense — многолетнее клубневое травянистое растение, вид рода Аризема (Arisaema) семейства Ароидные (Araceae).

## Ботаническое описание
Растения до 30(40) см высотой, но обычно меньше.
Клубень сжато-шаровидный, 1—2 см в диаметре, с заметными пазушными почками.

### Листья
Катафиллов два или три, окружающие ложный стебель, пурпурово-зелёного цвета, без заметных пятен.
Лист обычно один, появляется раньше соцветия. Черешок 20—40 см длиной, на (3)5—12(15) см вложенный во влагалища, формирующие ложный стебель. Листовая пластинка состоит из трёх листочков; листочки полусидячие, почти равные по размеру; центральный листочек узкоовальный, 7—14(16) см длиной и 2—4,5(5,5) см шириной, в основании нисходящий, на вершине длиннозаострённый; боковые листочки наклонные.

### Соцветия и цветки
Соцветие становится двуполым у взрослых растений. Цветоножка обычно короче черешка (намного короче в двуполом соцветии), 8—15 см длиной, изогнутая при плодах. Покрывало зелёное, с белым пятном на задней поверхности у горловины, 4—9 см длиной; трубка узкоцилиндрическая, 2,5—5 см длиной, не расширенная в устье; пластинка от овальной до широкоовальной, 1,5—4 см длиной, на вершине заострённая.
Двуполый початок узкоцилиндрический. Женская зона до 1,4 см длиной; цветки расположены плотно, зелёные, эллипсоидные. Мужская зона до 10 мм длиной; цветки с белыми или пурпуровыми пыльниками. Придаток вертикальный или слегка изогнутый, зелёный, постепенно сужающийся к вершине, не выходящий за пределы покрывала, 3—4,5 см длиной.
Соплодие свешивающееся.
Число хромосом 2n=24.

## Распространение
Встречается в Китай (Юньнань).
Растёт на известняковых скалах, на высоте около 1300 м над уровнем моря.